# Sandiaga Uno
Sandiaga Salahuddin Uno (ur. 28 czerwca 1969 w Pekanbaru) – indonezyjski przedsiębiorca i polityk; od 23 grudnia 2020 r. Minister Turystyki i Gospodarki Kreatywnej.